# 夷离毕
夷离毕，又做移离毕，来自于突厥语的“俟利发”（eletber/ilitbir/eltäbir/iltäbir），原为突厥官名，契丹人用夷离毕称呼参知政事或掌刑政官，辽朝建立后，分南北两制，北面官之中设夷离毕院掌刑狱。有左、右夷离毕，知左、知右夷离毕事等官。

## 文献记录
- 《续资治通鉴长编》卷97引宋绶《上契丹风俗》：“蕃官有夷离毕，参闻国政。”
- 余靖《武溪集·契丹官仪》：“藩官有参知政事，谓之夷离毕。”
- 《辽史·国语解》：“夷离毕，即参知政事，后置夷离毕院以掌刑政。”[1]